# 椿本興業
椿本興業株式会社（つばきもとこうぎょう、英: TSUBAKIMOTO KOGYO CO.,LTD.）は、大阪市北区梅田に本社を置く商社。卸売企業。伝動運搬機器設備の製造・販売を手掛ける。
化学系材料の輸入や加工・販売も行う。その他にも、計測機器、サンサーの販売を行っている。
姉妹会社に椿本チエインがある。

## 沿革
- 1916年（大正5年）10月 - 大阪市西区にて創業。
- 1938年（昭和13年）1月 - 「株式会社椿本商店」として会社設立。
- 1943年（昭和18年）7月 - 「椿本興業株式会社」に商号を変更。
- 1962年（昭和37年）10月 - 大証2部に上場。
- 1963年（昭和38年）10月 - 東証2部に上場。* 1971年（昭和46年）8月 - 東証・大証ともに2部から1部に昇格。
- 1996年（平成8年）1月 - タイに現地法人を設立。
- 1999年（平成11年）4月 - 韓国に現地法人を設立。
- 2002年（平成14年）5月 - 香港に現地法人を設立。
- 2006年（平成18年）1月 - 「上海椿本商貿有限公司」を設立。
- 2011年（平成23年）9月 - インドネシアに現地法人を設立。
- 2016年（平成28年）10月 - 創業100周年を迎える。

## グループ会社

### 国内
- ツバコー北日本株式会社
- ツバコー北関東株式会社
- ツバコー東関東株式会社
- ツバコー西関東株式会社
- ツバコー東海株式会社
- ツバコー関西株式会社
- ツバコー・ウエスト株式会社
- ツバコー四国株式会社
- ツバコー九州株式会社
- 株式会社ツバコー・エス・ケー
- 株式会社ツバコー・ケー・アイ

### 海外
- TSUBACO SINGAPORE PTE.LTD.
- TSUBACO KTE CO.,LTD.
- TSUBACO KOREA CO.,LTD.
- TSUBACO (HONG KONG) CO.,LTD.
- 上海椿本商貿有限公司
- PT. TSUBACO INDONESIA

### 姉妹会社
- 椿本チエイン株式会社
- 株式会社ツバキ・ナカシマ